# Gare de Laifour
Gare de Laifour vasútállomás Franciaországban, Laifour településen.

## Vasútvonalak
Az állomást az alábbi vasútvonalak érintik:
- Soissons-Givet-vasútvonal

## Kapcsolódó állomások
A vasútállomáshoz az alábbi állomások vannak a legközelebb:
- Gare de Deville
- Gare d’Anchamps